# Zázrivá
Zázrivá é um município da Eslováquia, situado no distrito de Dolný Kubín, na região de Žilina. Tem 67,25 km² de área e sua população em 2018 foi estimada em 2.638 habitantes.

## Demografia
| Ano:        | 1994 | 2004   | 2014   | 2024   |
| ----------- | ---- | ------ | ------ | ------ |
| Broj ljudi: | 2852 | 2830   | 2694   | 2459   |
| Razlika:    |      | -0,77% | -4,80% | -8,72% |

| Ano:               | 2023 | 2024   |
| ------------------ | ---- | ------ |
| Número de pessoas: | 2488 | 2459   |
| Diferença:         |      | -1,16% |